# Chitoria vietnamica
Chitoria vietnamica là một loài bướm giáp thuộc chi Chitoria. Danh pháp hai phần trước đây là Apatura vietnamica. Loài này được mô tả năm 1979.